# Республіка Дракона
«Республіка дракона» (англ.The Dragon Republic) — фентезійний роман Ребекки Кван, 2019 року виданий HarperCollins. Події відбуваються в альтернативній версії Китаю середини 20-го століття. Роман є прямим продовженням роману «Макова війна» (англ. The Poppy War). Події роману продовжуються в романі Полум'яний Бог" (англ. The Burning God).

Війна з Федерацією закінчилась, проте тепер Нікан змушений боротися з наслідками. Солдати Федерації які лишись в країні перетворились на бандитів, тисячі людей, які втратили дім шукають порятунку від голодної смерті, а на троні досі сидить імператриця-зрадниця. Воєначальник Дракона планує почати громадянську війну, але щоб перемогти йому потрібна зброя, наприклад, шаманка, яка здатна керувати вогнем.

## Сюжет
Після закінчення війни Цике змушені переховуватись. Жинь укладає угоду з королевою піратів Моаґ: 30 життів в обмін на кораблі, солдат та золото. Під час останнього убивства з'являється імператриця, Жинь втрачає контроль і підпалює Унеґеля. Воєначальник Дракона Вейджа нападає на корабель Цике і пропонує Жинь приєднатись до його. Виявляється Неджа вижив і тепер він разом із батьком прагне розв'язати громадянську війну. Вейджа бере Жинь з собою в замок під виглядом полонянки, щоб та убила імператрицю. План провалюється, Жинь дивом вдається втекти, але імператриця ставить блок на її шаманські здібності. Вейджа повертається до замку, до нього прибувають призахідники, від яких воєначальник сподівається отримати допомогу. Вони натомість просять провести досліди на Жинь. Хтось отруєю воду в річці, загін солдатів, включно з Цике та Неджою вирушає на кораблях шукати джерело отрути. Солдати Республіки захоплюють провінцію Зайця та Барана, Дзіньджа хоче захопити місто Боян, Жинь розуміє, що Неджа має шаманські здібності. Під час нападу з'являється Фейлень, який знищує кораблі Республіки. Жинь, Кітай та близнята рятуються, на березі вони зустрічають народ кетреїдів, людей півночі, які колись навчили Тріаду шаманству. Їх лідер Сожцань Сіжа, тітка близнят, "зв'язує" Жинь і Кітая щоб Жинь могла повернути собі силу Фенікса. Бектер влаштовує переворот, вбиває Сожцань і Цару. Чаґхань їде за ними, щоб попередити народ кетреїдів про небезпеку. Жинь і Кітай повертаються до Вейджі. Воєначальники більше не вірять у перемогу Республіки і збираються покинути Вейджу. Неджа розповідає, що в дитинстві Дракон у воді неподалік їх дому вбив його молодшого брата, а він після цього пов'язаний з ним. Дадзі з військом нападає на провінцію Дракона. Жинь за допомогою крил, спроектованих Кітаєм та сили Фенікса знищує Фейденя, Республіка перемагає. Жинь знаходить Дадзі, та попереджає, що справжнім ворогом завжди були призахідники, вони спровокували напад Федерації, вона ж мала на меті пожертвувати частиною держави, щоб врятувати свій народ. Жинь розуміє, що Вейджа тепер пожертвує нею і збирається втекти разом з Цике, Неджа ранить її ножем і віддає призахідникам. Суні і Базді убивають на очах Жинь. Кітай, Венка та Жамса витягують Жинь з в'язниці, Жамсу вбивають, решта тікає на кораблі Моаґ. Ґужубай розповідає, що угода Вейджі з призахідниками робить з Імперії колонію.

## Персонажі

### Солдати 13-го підрозділу (Цике)
- Фан Жулінь (Жинь) - сирота Другої Макової війни, командир Цике, остання жива спірлійка, шаманка

- Чаґхань - лейтенант, близнюк Цари
- Цара - близнючка Чаґханя, спілкується з птахами, стрілець
- Жамса - наймолодший у підрозділі, займається боєприпасами
- Енькі - відповідальний за озброєнн, спорядження та медикаменти, в тому числі опіум
- Бадзі - має зв'язок з богом Кабанів
- Суні - має зв'язок з богом Мавп
- Аратша - може керувати водою, більшість часу проводить у діжці з водою або у водоймах
- Унеґель - може перетворюватись в Лиса
- Алтань - спірлієць, попередній комаедир Цике, вбитий під час Третьої Макової війни

### Республіка Дракона та її союзники
- Їнь Вейджа - Воєначальник Дракона, лідер Республіки
- Їнь Сайкхажа - дружина Вейджі
- Їнь Неджа - середній син Вейджі, однокласник Жинь
- Їнь Дзіньджа - старший син Вейджі, головнокомандувач республіканської армії
- Їнь Муджа - сестра-близнючка Дзіньджі, вчиться у Призахідний республіці
- Їнь Мінджа - молодший син Вейджі, потонув у дитинстві
- Кітай - син міністра оборони, однокласник Жинь
- Венка - донька міністра фінансів, однокласниця Жинь
- Лю Ґужубай - Воєначальник Мавпи
- Цао Чажовк - Воєначальник Кабана
- Ґон Такха - Воєначальник Півня
- Ан Цолінь - Воєначальник Змії, наставник Вейджі
- Ежидень - солдат Республіки
- Сола - офіцерка Вейджі
- Мокой - адмірал корабля "Зимородок"
- Салкхі - капітан корабля "Ластівка"

### Нікарська імперія та її союзники
- Су Дадзі (Зміївна) - Імператриця Нікані
- Цун Хо - воєначальник Барана
- Чан Ень - воєначальник Коня
- Дзюнь Ложань - майстер бою в Сінеґарді, воєначальник Тигра
- Фейлень - шаман, має зв'язок з богом Вітру,колишній в'язень в Чулуу Корікх
- Дзян Дзия - Хранитель воріт, ув'язнений в Чулуу Корікх, учитель Жинь
- Їнь Чиґа - колишній імператор Дракона, вважається загиблим

### Призахідники
- Джозефус Тарквет - лідер призахідницьких військ у Нікані
- Петра Іґнатіус - представниця Сірого товариства, науковиця
- Авґус - молодий член Сірого товариства

### Кетреїди
- Сожцань Сіжа - лідерка кетреїдів, тітка Цари і Чаґханя
- Бектер - син Сожцань
- Калаґан - мама Цари і Чаґханя
- Цевері - донька Сожцань, вбита Дзяном

### Інші
- Моаґ - королева піратів
- Сажана - піратка, працює на Моаґ

- Тітонька Фан - опікунка Жинь, торговиця опіумом
- Кесегі - зведений брат Жинь

- Нян - однокласниця Жинь

## Реакція
Роман «Республіка Дракона» отримав позитивні відгуки. Крісті Чедвік для Library Journal написала, що книга є «приголомшливим продовженням Макової війни». Люсі Локлі написала в Booklist, що «розповідь автора розкриває виснажливу психологічну та матеріальну ціну війни». Джейсон Кехе написав у Wired Magazine, що книга була «освіжаючою» та «шокуючою». Кальяні Саксена написав у NPR, що ця книга «може бути моїм улюбленим твором фентезі всіх часів». Френні Джексон написала в журналі Paste, що книга «закріпила статус Кван як титана сучасного фентезі». Кейт Меттьюз написала в журналі Time, що ця книга ще більше утвердила Кван як «одну з найперспективніших письменниць сучасного фентезі». В Publishers Weekly книгу назвали «захоплюючим військовим фентезі, яке наповнене зрадою та кровопролиттям».

### Нагороди
| Нагорода                | рік      | Категорія          | Результат | посилання     |
| ----------------------- | -------- | ------------------ | --------- | ------------- |
| Нагороди Ignyte         | 2020 рік | Best Novel — Adult | Фіналіст  | [ 11 ] [ 12 ] |
| Goodreads Choice Awards | 2019 рік | Best Fantasy       | Номінант  | [ 13 ]        |